# ダバイー
ダバイー（グジャラーティー語：ડભોઇ、英語：Dabhai/Dabhoi）は、インドのグジャラート州、ヴァドーダラー県の都市。ダボイーとも呼ばれる。もともとはダルヴァーヴァティーという名で知られていた。

## 歴史

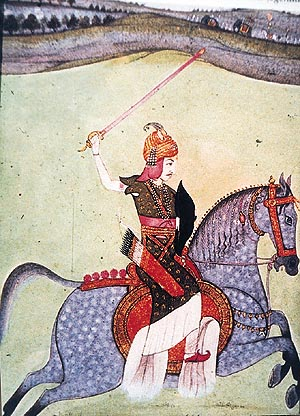
バージー・ラーオ

6世紀頃、ダバイーは建設され、11世紀にグジャラート王シッドゥラージ・ジャイ・シングによって城塞が建設された。
1300年頃、ムスリムの支配下に入った。しかし、ダバイーの建築物が破壊されることは無かった。
1731年4月1日、マラーター王国の宰相バージー・ラーオはこの地で叛将トリンバク・ラーオ・ダーバーデーを破った（ダバイーの戦い）。そのため、この地はバージー・ラーオの戦勝地として有名になった。
現在、この地はジャイナ教の巡礼地の一つで、6つの寺院があり、シュリー・ロダン・パルシュヴァナート寺院が最大である。